# Alceste (Schweitzer)

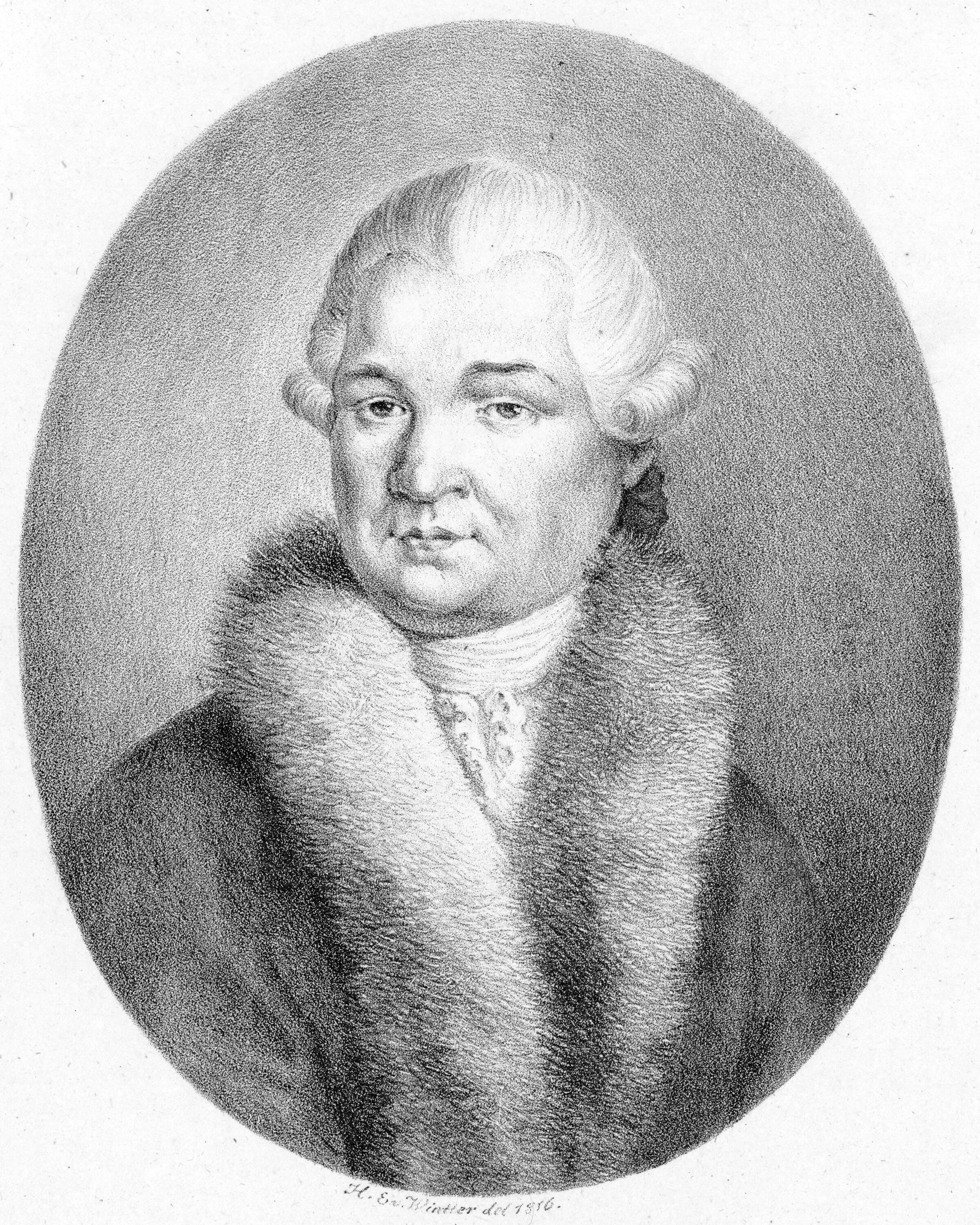
Anton Schweitzer

Alceste ist eine Oper in fünf Akten von Anton Schweitzer nach einem Libretto von Christoph Martin Wieland. Die Uraufführung war am 28. Mai 1773 am Hoftheater Weimar durch die Truppe von Abel Seyler, der der Komponist der Oper als Kapellmeister seit 1769 angehörte. Die Hauptrolle sang Franziska Romana Koch. Mit Alceste versuchte man, eine nationale deutsche Operntradition zu gründen. Zwar gab es schon früher deutschsprachige Opern, die sich aber stark an italienischen oder französischen Traditionen orientierten, darunter die (verschollene) Dafne von Heinrich Schütz oder die erste erhaltene deutschsprachige Oper Das geistliche Waldgedicht oder Freudenspiel, genannt Seelewig von Sigmund Theophil Staden nach einem Libretto von Georg Philipp Harsdörffer (Nürnberg 1644), ein Lehrstück in starker Nähe zum moralisierenden Schuldrama der Renaissance.

## Handlung
Der Stoff der musikalischen Tragödie Alceste von Anton Schweitzer und Christoph Martin Wieland in fünf Akten entstammt der griechischen Mythologie, genauer der Sage um die thessalische Königin Alkestis, die schon Euripides in einer Tragödie behandelt hatte und die 1767 den Stoff der zweiten Reformoper Christoph Willibald Glucks und Ranieri de’ Calzabigis bildete.

### Erster Akt
Die Oper beginnt damit, dass König Admet von Pherae in Thessalien im Sterben liegt. Alceste macht sich große Sorgen um ihren geliebten Ehemann und sendet einen Boten zum Orakel von Delphi, um zu erfragen, ob es noch Rettung für ihren Mann gebe. Der Bote kehrt zurück. Alceste will ihn aber nicht selbst anhören und lässt sich später von ihrer Schwester Parthenia erzählen, dass Admet sterben müsse, es sei denn, ein anderer stürbe für ihn. Da Admet ein Freund des Gottes Apoll ist, hatte dieser bei den Parzen erreicht, dass diese Admets Lebensfaden nicht durchschneiden würden, wenn in seiner Todesstunde ein anderer in seiner Nähe weilte. Parthenia hat verzweifelt nach einem Opferwilligen gesucht, doch nicht einmal Admets Vater, der ein Greis und schon mehr tot als lebendig ist, konnte sich dazu durchringen, an seines Sohnes statt zu sterben. So entschließt sich Alceste, selbst für Admet zu sterben.

### Zweiter Akt
Admet erwacht und freut sich an seinem neu gewonnenen Lebensgeist. Er eilt zu Parthenia, um nach Alceste zu fragen. Sie führt ihn zur sterbenden Königin. Trotz des Flehens von Parthenia und Admet, es nicht zu tun, stirbt Alceste für ihren geliebten Ehemann.

### Dritter Akt
Herkules kommt an den Hof des Admet, um seinen alten Freund zu besuchen. Als er ankommt, liegt der gesamte Hof in Trauer, und Herkules hat Angst, dass Admet gestorben ist. Als er aber Parthenia antrifft, erklärt diese ihm die gesamte Situation. Für ihn ist klar, dass die Aufopferung Alcestes eine heroische Tat ist und nicht unbelohnt bleiben darf. Er entschließt sich, Alceste aus dem Hades zurückzuholen.

### Vierter Akt
Nach der Abreise des Herkules versucht Parthenia alles, um Admet wieder ins Leben zurückzuführen. Sie sagt ihm immer wieder, dass Alceste nicht umsonst gestorben sein dürfe, und erinnert ihn auch an das Versprechen, das der Halbgott ihnen gab. Admet solle also nicht die Hoffnung aufgeben.

### Fünfter Akt
Der letzte Akt beginnt mit einem Totenopfer für Alceste, das jedoch vom zurückkehrenden Herkules unterbrochen wird, der behauptet, er habe sein Versprechen eingehalten. Parthenia weiß sofort, dass er die Wahrheit spricht, doch Admet fühlt sich in seinem Schmerz verspottet und zweifelt an der Treue seines Freundes. Er kündigt ihm die Freundschaft ob dieses sehr rauen Scherzes, da er der Überzeugung ist, Herkules habe ihm einen einfachen Ersatz für Alceste mitgebracht. Parthenia macht dem Halbgott große Vorwürfe, erkennt dann aber, dass der Freund tatsächlich sein Wort gehalten hat und holt den trauernden Admet zurück. Er entschuldigt sich bei seinem Freund und erblickt dann seine Frau. Doch auch diese muss ihm noch die letzten Zweifel austreiben, bis sie sich dann glücklich in die Arme schließen.

## Entstehung und Wiederaufführung
Alceste war nicht das erste Ergebnis einer Zusammenarbeit von Dichter und Komponist: Ihr gingen die Ballette Idris und Zenide und Aurora voraus. Schon aufgrund seiner Aurora wurde Wieland oft mit dem großen italienischen Librettisten Metastasio verglichen. Seine Alceste begleitet der Dichter mit vielen Kommentaren, die er parallel niederschrieb. Gleich zu Beginn seiner Schrift, Versuch über das Deutsche Singspiel, erklärt Wieland seine Absicht:

„Charles Burney, dessen musikalische Reisen durch Frankreich, Italien und Deutschland einige Zeit so viel Aufsehens gemacht, wundert sich mit Recht, dass er in allen Deutschen Landen, die er durchwandert, nirgends ein Deutsches lyrisches Theater angetroffen.“

Wieland vertrat die These, dass der italienischen und der französischen Oper etwas Gleichwertiges entgegenzusetzen sei. Das Ziel sei dabei eine „interessante Art von Schauspielen“ mit dem Hauptakzent auf der Rührung (vgl. die klassische Katharsis der Tragödie sowie die moderne Sentimentalität). Eben dieses Ziel verfolgte Wieland gemeinsam mit Anton Schweitzer auch in ihrer Oper Alceste. Zur Zeit Schweitzers existierte noch keine Gattung eines „deutschen Singspiels“. Anna Amalia von Braunschweig-Wolfenbüttel, durch Heirat Herzogin von Sachsen-Weimar und Eisenach, wollte aber genau etwas in dieser Art in Weimar etablieren: eine Nationalbühne für Sprechtheater und Oper, die Vorbildcharakter besaß. Es gab natürlich viele Vorläufer, doch hatten sie bislang keinen Erfolg gehabt. Anders war es bis dahin bei den volkstümlichen Singspielen wie Johann Adam Hillers Die Jagd oder Schweitzers Dorfgala, die allerdings keinen national (und international) beispielgebenden Charakter aufwiesen. Wieland und Schweitzer machten sich gemeinsam an die Aufgabe, ein echtes deutsches Singspiel zu schreiben, das sich auch im internationalen Vergleich behaupten konnte. Die Alceste gilt als Meilenstein auf dem Weg zu einer deutschen Oper.
Gehörte die Oper zu ihrer Zeit zu den meistgespielten Werken auf den deutschen Bühnen, so verschwand sie in späterer Zeit gänzlich von den Spielplänen der Opernhäuser. Im Jahre 1999, anlässlich der Europäischen Kulturhauptstadt Weimar, brachten Stephan E. Wehr, die ACC Galerie Weimar e. V. und der bildende Künstler Cornel Wachter das Stück 226 Jahre nach seiner Uraufführung am Ort seiner Entstehung, in Weimar im Richard-Wagner-Saal des Hotels Elephant Weimar wieder auf die Bühne. Der Deutschlandfunk übertrug diesen einzigartigen Moment der Wiederauferstehung dieses deutschen Kulturgutes ersten Ranges über seine Radiowellen. 2001 wurde zudem die Weltersteinspielung durch Stephan E. Wehr, die ACC Galerie Weimar e. V., Cornel Wachter und das Plattenlabel Naxos veranlasst. Weltweit wurde die Oper dann unter dem Naxos-Label Marco Polo angeboten und der interessierten Öffentlichkeit und Wissenschaft zugänglich gemacht. Es spielte das Philharmonische Orchester Erfurt unter der Leitung von Stephan E. Wehr sowie der Opernchor des Theaters Erfurt. Es sangen Ursula Targler (Alceste), Sylvia Koke (Parthenia), Christian Voigt (Admet) und Christoph Johannes Wendel (Herkules).
Im Januar 2008 ist beim Label Berlin classics eine weitere Einspielung erschienen, in der das Orchester Concerto Köln unter der Leitung von Michael Hofstetter auf historischen Instrumenten spielt. Die Rollen sind mit Simone Schneider (Alceste), Cyndia Sieden (Parthenia), Christoph Genz (Admet) und Josef Wagner (Herkules) besetzt. Der Chor der Geister wurde in dieser Inszenierung vom Kammerchor Michaelstein gesungen, dessen Dirigent, Sebastian Göring, die Einstudierung übernahm. Die Oper wurde anlässlich der Wiedereröffnung der Herzogin-Anna-Amalia-Bibliothek im Festsaal des Weimarer Residenzschlosses von Hendrik Müller inszeniert und für DVD aufgezeichnet.

## Die Musik
Stilistisch lässt sich die Musik Anton Schweitzers in die Vorklassik einordnen, jedoch stellenweise noch mit barocken Anklängen. Das Orchester besteht aus Streichern (Violinen, Violen, Violoncelli, Kontrabass), 2 Flöten, 2 Oboen, 2 Fagotten, 2 Trompeten, 2 Hörnern, Pauken und Fondamento (Cembalo). Nebst den vier Hauptakteuren verlangt diese Oper auch einen vierstimmigen gemischten Chor (SSTB).
Der Aufbau ist stark den italienischen und französischen Opern nachempfunden mit einer Ouvertüre/Sinfonia und einer Folge von Arien und Rezitativen, wobei es sich eher um Accompagnato-Rezitative handelt. In der Ouvertüre, die gänzlich in Moll gehalten ist, schwingt schon der unheilverkündende Unterton mit, der dem gesamten Stück zu Grunde liegt und nie gänzlich verschwindet.